# Marie Womplou
Marie Womplou (sinh ngày 20 tháng 12 năm 1969) là một vận động viên vượt rào người Bờ Biển Ngà. Bà đã tham gia cuộc thi vượt rào 400 mét nữ tại Thế vận hội Mùa hè 1988.